# ناحیه کنویس، میشیگان
ناحیه کنویس (به انگلیسی: Convis Township) یک منطقهٔ مسکونی در ایالات متحده آمریکا است که در شهرستان کالهاون، میشیگان واقع شده‌است.
 ناحیه کنویس ۹۴٫۵ کیلومتر مربع مساحت و ۱٬۶۳۶ نفر جمعیت دارد و ۲۸۸ متر بالاتر از سطح دریا واقع شده‌است.